# سليمانلو (غرمي)
سليمانلو (بالفارسية: سلیمانلو) هي منطقة سكنية تقع في قسم اجارود الغربي الريفي في إيران.